# Good Bye, Lenin! (banda sonora)
Good Bye Lenin! es el álbum de la banda sonora original de la película del mismo título protagonizada por Daniel Brühl y Katrin Saß.
La música fue compuesta por Yann Tiersen, salvo la versión no instrumental de la canción "Summer 78" cantada por Claire Pichet.

## Análisis
Una pequeña parte de la banda sonora comparte un estilo parecido al que Yann Tiersen empleó para Amélie, aunque la banda sonora de Amélie está bastante influida por los patrones de la música francesa. De hecho, "Comptine d'un autre été: L'après-midi" se usa en ambas películas, acompañando la escena de la primera salida de Berlín Occidental en Good bye, Lenin!.

## Lista de canciones
1. "Summer 78" (Instrumental) - 3:50
2. "Coma" - 1:19
3. "Childhood (1)" - 1:37
4. "From Prison to Hospital" - 1:28
5. "Mother" - 0:50
6. "Watching Lara" - 1:29
7. "Dishes" - 0:48
8. "First Rendez-Vous" - 1:17
9. "The Decant Session" - 0:47
10. "Lara's Castle" - 1:48
11. "The Deutsch Mark Is Coming" - 1:11
12. "I Saw Daddy Today" - 2:05
13. "Birthday Preparations" - 2:31
14. "Good Bye Lenin" - 4:58
15. "Childhood (2)" - 1:45
16. "Letters" - 1:21
17. "Mother's Journey" - 1:29
18. "Preparations for the Last TV Fake" - 3:08
19. "Mother Will Die" - 3:10
20. "Father Is Late" - 1:32
21. "Father and Mother" - 2:54
22. "Finding the Money" - 1:26
23. "Summer 78" - 3:56 (Cantada por Claire Pichet)

Edición de septiembre de 2003
1. "Summer 78 " - 3:55 (Cantada por Claire Pichet)
2. "Preparations for the Last TV Fake" - 3:07
3. "Mother's Journey" - 1:28
4. "Good Bye Lenin" - 4:57
5. "Father and Mother" - 2:54
6. "Lara's Castle" - 1:47
7. "Childhood (1)" - 1:37
8. "The Deutsch Mark Is Coming" - 1:11
9. "Childhood (2)" - 1:44
10. "Letters" - 1:21
11. "Mother Will Die" - 3:09
12. "Father Is Late" - 1:32
13. "First Rendez-Vous" - 1:17
14. "Dishes" - 0:47
15. "I Saw Daddy Today" - 2:04
16. "The Decant Session" - 0:47
17. "Watching Lara" - 1:28
18. "Summer 78" (Instrumental) - 3:52

## Plantilla
- Yann Tiersen - piano, melódica, violín y vibráfono
- Ensemble Orchestral Synaxis
- Claire Pichet - voz en "Summer 78".

- Datos: Q614610